# Митякін Борис Михайлович
Митякін Борис Михайлович (1911, Бологе — 1977) — радянський російський кінорежисер.

## Життєпис
Народ. 9 квітня 1911 р. у місті Бологому Калінінської обл. в сім'ї залізничника. Закінчив режисерський факультет Всесоюзного державного інституту кінематографії (1935).
Учасник Німецько-радянської війни. Нагороджений орденами Вітчизняної війни II ст., Червоної Зірки, медалями.
В 1935–1945 рр. працював на Одеській кіностудії, де зняв фільм «Педро» (1937). 
Помер 30 липня 1977 р.

## Творчість
Був асистентом Г. Тасіна у стрічці «Дочка моряка» (1941). В 1955 р. — другий режисер кінокартини «Шарф коханої», знятої на Одеській кіностудії. Там же він створив стрічки: «Ти молодець, Аніто!» (1956], другий режисер; у співавт. з реж.-постан. В. Кочетовим та Є. Некрасовим), «Таємниця Дімки Кармія» (1961, реж.-пост.), а також короткометражні фільми: «Біля Кременчуцького моря», «Увага! Радіоактивна небезпека», «За мир та гуманізм», «Початок шляху», «Ключі до тиші» та ін.